# Mecanismul de Cooperare și Verificare
Mecanismul de cooperare și verificare (MCV) este o măsură de salvgardare invocată de Comisia Europeană atunci  când ea consideră că un nou stat membru sau un stat care este în curs de aderare la Uniunea Europeană nu și-a îndeplinit angajamentele asumate în contextul negocierilor de aderare în domeniile ariei de libertate , securitate și justiție sau de politică a pieței interne.
Altă definire, care pleacă de la MCV-ul pentru români și bulgari  ar fi că, Mecanismul de Cooperare și Verificare reprezintă un proces de verificare regulată a progreselor pe care România și Bulgaria le au în ceea ce privește reforma sistemului judiciar, corupția și crima organizată (doar pentru Bulgaria).  
România a solicitat aderarea la Mecanismul de Cooperare și Verificare. Pentru a ajuta cele două țări să soluționeze aceste probleme importante, Uniunea Europeană a decis să instituie un "mecanism de cooperare și verificare" special, destinat să asigure un proces de aderare armonios și totodată să protejeze politicile și instituțiile europene. În decembrie 2006, Comisia Europeană a stabilit 4 criterii („obiective de referință”) pentru România, pentru evaluarea progreselor înregistrate în aceste domenii, iar pentru Bulgaria au fost stabilite 6 criterii. Cele 4 criterii inițiale pentru România sunt:
1. asigurarea unui act de justiție mai transparent și mai eficient, în special prin consolidarea capacității și răspunderii Consiliului Superior al Magistraturii; raportarea și monitorizarea impactului noilor Coduri de procedură civilă și penală;
2. instituirea unei agenții de integritate cu responsabilități privind verificarea averilor, a incompatibilităților și a potențialelor conflicte de interese, cu rolul de a emite hotărâri cu caracter obligatoriu, pe baza cărora să se poată aplica sancțiuni disuasive;
3. pe baza progreselor realizate până în prezent, efectuarea în continuare de investigații profesioniste și imparțiale în legătură cu acuzații privind acte de corupție la nivel înalt;
4. adoptarea unor măsuri suplimentare pentru prevenirea și combaterea corupției, în special în administrația locală.

La 1 ianuarie 2007, momentul în care Bulgaria și România au devenit țări ale Uniunii Europene, cele două țări mai aveau încă de rezolvat anumite obiective legate de reforma sistemului judiciar, de reducerea corupției din instituțiile statului și de punerea sub control a crimei organizate.
Pe 22 noiembrie 2022, Comisia Europeană a recomandat printr-un raport ca, în cazul României, să fie ridicat acest mecanism de verificare, și să fie înlocuit cu mecanismul comun al statelor europene de verificare.

## Rapoartele MCV pentru  România
Comisia Europeană elaborează rapoarte MCV în urma unei analize și a unei monitorizări, pe baza mai multor surse de informații: guvernul României, reprezentanța CE, misiunile diplomatice ale statelor membre în România, organizațiile societății civile, diferite asociații internaționale, rapoartele experților independenți și alte surse.

#### 2007-2010
Rapoartele din perioada 2007-2010 au evidențiat progresele făcute de România, au apreciat activitatea Direcției Naționale Anticorupție (DNA) și crearea Agenției Naționale de Integritate (ANI), înființată pentru a controla averile demnitarilor. De asemenea, au fost evidențiate progresele în combaterea corupției de la nivel local.
Raportul a criticat amendamentele la ANI votate în Parlament, la 30 iunie 2010, considerate de Comisie un "important pas înapoi", faptul că Parlamentul "politizează cazurile de corupție" și slăbiciunea sistemul judiciar de a pronunța sentințe în cazurile de corupție la nivel înalt. "Eforturile reale ale administrației la nivel local, regional sau central de a combate  corupția sunt foarte adesea zădărnicite la nivel politic". Comisia a recomandat României, prin raportul din 2009, să revizuiască Codul Penal și Codul Civil după o  evaluare amănunțită a impactului asupra funcționării sistemului judiciar și asupra organizării instanțelor și parchetelor, și în urma unei consultări publice.

#### 2011
În Raportul din 2011, Comisia și-a menținut aprecierile la adresa DNA și a salutat modificările aduse la Legea ANI. De asemenea, Comisia a spus că este nevoie de măsuri pentru a se evita închiderea dosarelor de înaltă corupție din cauza împlinirii termenului de  prescripție  și a cerut Parlamentului adoptarea măsurilor pentru "îmbunătățirea recuperării produselor infracțiunii, urmărirea în justiție a cazurilor de spălare de bani precum și protecția împotriva conflictelor de interese în gestionarea fondurilor publice".

#### 2012
Într-un sistem democratic trebuie garantat echilibrul necesar între puteri. Deși în ultimii cinci ani s-au înregistrat progrese privind reforma sistemului judiciar și combaterea corupției, aceste progrese au fost puse sub semnul întrebării de evenimentele derulate în ultima lună. Comisia a exprimat preocupări serioase privind statul de drept și independența sistemului judiciar în România. Prim-ministrul Ponta a răspuns acestor preocupări și a fost de acord să le remedieze rapid. Comisia va monitoriza situația pentru a se asigura că angajamentele asumate vor fi respectate. Punerea în aplicare rapidă și riguroasă a recomandărilor formulate în cadrul MCV va contribui la garantarea unui mediu economic stabil, credibil și propice investițiilor, precum și la reasigurarea piețelor financiare.
La 5 ani după aderarea la Uniunea Europeană, raportul din iulie 2012, care a făcut o analiză a celor cinci ani, a evidențiat progresele înregistrate, a arătat că s-au pus bazele pentru modernizarea sistemul judiciar, instituții precum DNA și ANI au avut rezultate convingătoare în instrumentarea cazurilor de corupție la nivel înalt, a salutat intrarea în vigoare a noului Cod civil. Totuși, raportul arată că România nu a făcut eforturi suficiente pentru a sprijini procesul de reformă a justiției și subliniază îngrijorarea Comisiei față de măsurile adoptate recent de Guvernul României adăugând și recomandări pentru acțiuni pe care România ar trebui să le adopte de urgență.
Comisia consideră că principala problemă a sistemului judiciar din România este inconsecvența iar principiul "aceeași pedeapsă pentru aceeași infracțiune" și descurajarea comiterii de infracțiuni "nu sunt apreciate". Raportul a atras atenția asupra măsurilor luate de Parlament și Guvern în contextul procedurii de suspendare a președintelui României: modificarea Legii Curții Constituționale, modificarea Legii referendumului, revocarea Avocatului Poporului, revocarea președinților celor două camere ale Parlamentului. În finalul raportului, Comisia Europeană a făcut 14 recomandări pe care România să le ia în calcul.

#### 2013
În Raportul din ianuarie 2013, Comisia constată că România nu a pus în aplicare toate recomandările din 2012 care vizau restabilirea statului de drept și independența sistemului judiciar însă "respectarea Constituției și a hotărârilor pronunțate de Curtea Constituțională a fost restabilită". Comisia arată îngrijoarearea legată de "nerespectarea independenței sistemului judiciar și instabilitatea cu care se confruntă instituțiile judiciare" și accentuează responabilitatea clasei politice în a oferi un exemplu de respectare a integrității.

#### 2014
În Raportul din 2014 sunt apreciate în continuare activitatea DNA și ANI, rolul de principal garant al independenței justiției al CSM și măsurile luate de Înalta Curte de Casație și Justiție (ICCJ) pentru uniformitatea jurisprudenței. A fost remarcat faptul că, în ciuda condamnărilor în cazul actelor de corupție, procentul mare de pedepse cu suspendarea în cadrul sistemului judiciar "indică o anunită reticență a judecătorilor de a-și asuma consecințele unei constatări a vinovăției, ceea ce se află în contradicție cu ghidul de stabilire a pedepselor al înseși ICCJ".

#### 2015
Raportul MCV din ianuarie 2015 arată progresele continue înregistrate în Justiție și lupta anticorupție. Comisia și-a menținut aprecierile la adresa DNA, ANI, ICCJ, criticând din nou faptul că în multe cazuri de corupție pedepsele sunt cu suspendare. Parlamentul a fost criticat pentru că nu a respectat recomandarea Comisiei de stabilire a unor norme clare în cazul "suspendării miniștrilor în cazul începerii acțiunii penale împotriva acestora și suspendarea parlamentarilor în cazul pronunțării unor hotărâri negative în materie de integritate sau a unor hotărâri definitive pentru acte de corupție". De asemenea, rata de recuperare a bunurilor de către ANAF este estimată la 5-15%.
Pe de altă parte Comisia a salutat "cooperarea constructivă pe care a avut-o cu autoritățile române" în cursul anului 2014 și a încurajat România să ia măsuri în domeniile: independența justiției, reforma sistemului judiciar, integritatea și lupta împotriva corupției.

#### 2016
Raportul publicat în 2016 a apreciat activitatea CSM și a Inspecției Judiciare care au continuat să apere  independența justiției. Deși președintele ANI a demisionat în urma unei anchete deschise de DNA, Comisia a considerat că activitatea ANI a fost în continuare bogată și procesul de numire a noului șef ANI a fost unul transparent. În raport sunt menționate progresele DNA și sunt consemnate avizele negative date de Parlament la solicitările venite din partea justiției, fără a le motiva. Comisia a criticat atacurile în mass-media din partea politicienilor față de magistrați și cazurile de presiune asupra unor judecători ai Curții Constituționale.
CE aprecia că anul 2016 va fi un an-cheie pentru justiția din România, în contextul în care vor expira mandatele pentru Procurorul Șef al Parchetului General, Procurorul Șef al DNA și pentru președintele Înaltei Curți de Casație și Justiție, vor avea loc alegeri pentru Consiliu Superior al Magistraturii, vor avea loc alegeri locale și parlamentare. Comisia a cerut numiri transparente în sistemul judiciar și măsuri pentru asigurarea respectării normelor în materie de integritate în organizarea alegerilor locale și generale.

#### 2017
La 10 ani după aderarea la Uniunea Europeană, raportul din ianuarie 2017, care a făcut o analiză a celor zece ani, menționează că România a făcut "progrese majore" în direcția îndeplinirii obiectivelor MCV. Au fost apreciate activitățile CSM, DNA, ANI, reforma din cadrul Inspecției Judiciare care a întărit instituția, rolul Curții Constituționale în  consolidarea  independenței sistemului judiciar.
Comisia a criticat atacurile din partea politicienilor și a mass-media îndreptate împotriva magistraților și a instituțiilor judiciare, în special a DNA. Printre cele 12 recomandări de îndeplit pe parcursul anului 2017, se numără și: crearea unui "sistem robust și independent de numire a procurorilor de rang înalt, pe baza unor criterii clare și transparente", modificarea legii pentru a limita imunitatea miniștrilor pe perioada mandatului.
Raportul din noiembrie 2017 subliniază că din cauza mediului tensionat dintre Parlament, guvern și sistemul juridic, cooperarea dintre ele s-a dovedit dificilă. Se menționează protestele din România care au avut loc în urma adoptării unei "ordonanțe de urgență a Guvernului vizând dezincriminarea anumitor infracțiuni de corupție, cum  ar  fi abuzul în serviciu, și a unei propuneri de act normativ vizând grațierea".  De asemenea, propunerile de modificare a legilor justiției sunt controversate: CSM a avizat negativ propunerile de două ori, președintele țării și societatea civilă au exprimat îngrijorări, majoritatea magistraților a cerut respectarea avizului negativ dat de CSM. 
Raportul a menționat în concluzie că provocările la adresa independenței justiției îngrijorează Comisia și că din cele 12 recomandări făcute la începutul anului 2017, una a fost îndepliită satisfăcător și alte trei cu anumite rezerve. Comisia Europeană a făcut 12 recomandări autorităților române anunțând un nou raport la sfârșitul anului 2018.

#### 2018
Este regretabil faptul că România nu numai că a sistat cursul reformelor, dar a și readus în discuție unele aspecte considerate închise sau a înregistrat involuții în raport cu realizările din ultimii 10 ani. Este esențial ca România să înregistreze din nou, cât mai repede, progrese în ceea ce privește combaterea corupției și asigurarea independenței sistemului judiciar. Este singura modalitate prin care România poate să revină pe traiectoria care va conduce la încheierea procesului MCV, lucru care este atât în interesul cetățenilor și al țării, cât și al UE în ansamblul său.
Raportul de monitorizare a justiției publicat în noiembrie 2018 constată regrese. Comisia critică faptul că unele măsuri cuprinse în legile justiției modificate, și care sunt în vigoare, slăbesc independența  sistemului judiciar, măsurile fiind adoptate în ciuda avizului negativ al Comisiei de la Veneția. Se critică "concentrarea puterii în mâinile ministrului
justiției" care a revocat pe procuroru-șef al DNA, a propus un nou procuror-șef în pofida unui aviz negativ din partea Consiliului Superior al Magistraturii și a început procesul de revocare din funcție a procurorului general. Activitatea Inspecției Judiciare a provocat îngrijorări Comisiei iar CSM nu a mai reușit să apere independența instituțiilor judiciare, care au fost supuse presiunilor.
A fost apreciată activitatea ANI care a introdus sistemul PREVENT, cu rolul de a preveni conflictele de interese în procedurile de achiziții publice și progresele în ceea ce privește Strategia națională anticorupție; de asemenea a fost salutat faptul că Agenția  Națională  de  Administrare a Bunurilor Indisponibilizate (ANABI) a devenit operațională și a făcut câteva progrese. Raportul MCV consemnează faptul că Parlamentul nu a ținut cont de avizele negative date de ANI în adoptarea unor propuneri legislative și a "redus drastic" bugetul ANI. A fost criticată presiunea asupra Înaltei Curți de Casație și Justiție și asupra DNA și subliniză, în premieră, necesitatea asigurării unui climat favorabil liberei exprimări și presei independente pluraliste, pentru scoaterea la lumină a cazurilor de corupție.
Descris de presa din România drept cel mai dur raport de până acum,  el adaugă la cele 12 recomandări făcute la începutul anului, 8 recomandări suplimentare pentru încheierea MCV până la sfârșitul mandatului actualei comisii, Comisia Juncker.
Printre cele 8 recomandări suplimentare se numără: renunțarea la controversatele modificări aduse legilor justiției și legislației penale, suspendarea procedurilor de numire și revocare care vizează procurori în funcții-cheie, relansarea procesului de numire a procurorului șef al DNA, respectarea avizelor negative ale CSM.

#### 2019

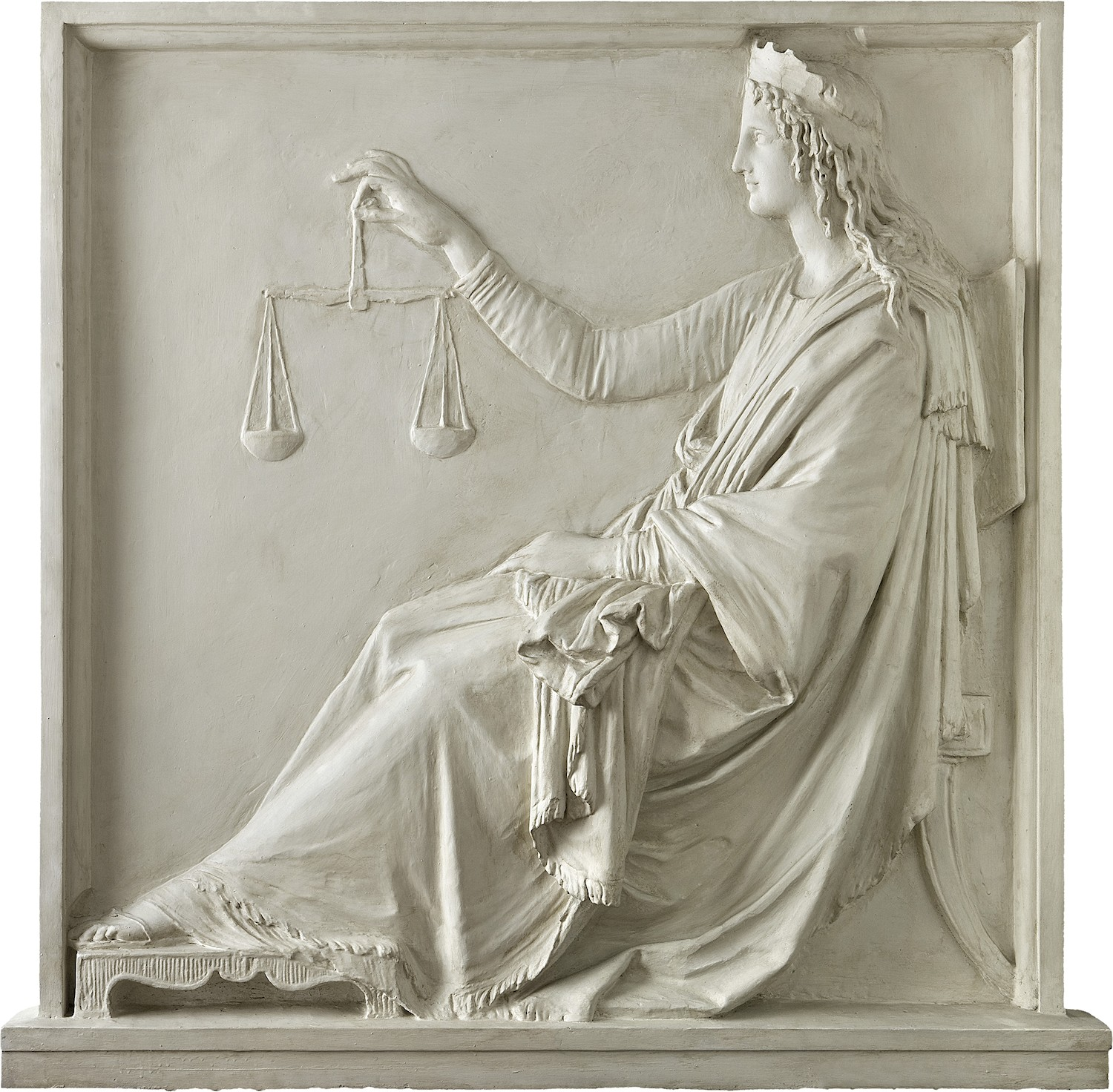
Justiția - reprezentare alegorică, 1792, Antonio Canova

În raportul de monitorizare a justiției publicat în octombrie 2019 Comisia consată "o involuție față de progresele înregistrate în anii precedenți, subliniată și în raportul său din noiembrie 2018". Raportul critică crearea Secției speciale pentru anchetarea magistraților, care a confirmat temerile exprimate că ar putea fi utilizată ca instrument de presiune politică. Secția specială a inițiat anchete împotriva judecătorilor și a procurorilor care s-au opus modificărilor actuale ale sistemului judiciar și a intervenit pentru a schimba cursul anchetelor penale.
Ordonanțele de urgență de modificare a legilor justiției date la sfârșitul anului 2018 și începutul anului 2019 au stârnit reacții negative, iar unele dintre modificările propuse ale legilor jusiției "păreau să servească intereselor anumitor persoane". După ani de evaluare pozitivă a Inspecției Judiciare, raporul din 2018 și 2019 arată îngrijorări serioase cu privire la acticvitatea acestei instituții, care joacă un rol-cheie în asigurarea încrederii publice în independența, profesionalismul și integritatea sistemului judiciar. Sunt amintite procedurile disciplinare împotriva magistraților care s-au opus public reformărilor din sistemului judiciar, divulgări de documente în presă folosite ulterior de politicieni pentru a ataca instituțiile judiciare. Raportul atrage atenția asupra presiunii la care sunt supuși magistrații și instituțiile judiciare "ca urmare a atacurilor publice din partea politicienilor și a presei".
A fost "salutat" faptul că, în iunie 2019, Camera Deputaților și-a modificat regulamentul de procedură în ceea ce privește urmărirea penală a membrilor sau foștilor membri ai guvernului care sunt deputați și Senatul a fost încurajat să adopte un regulament simiar, exemplificând că Senatul a respins cererea de ridicare a imunității președintelui Senatului (Călin Popescu-Tăriceanu) și cererea de începere a urmăririi penale în cazul unui senator (Florian Bodog). De asemenea, a fost salutat faptul că primul-ministru și-a exprimat dorința de a-și reconsidera abordarea, făcând eforturi pentru crearea a noi mecanisme de consultare și de dialog cu sistemul judiciar. Comisia "așteaptă cu interes" punerea în aplicare a acestor angajamente.
Deși în rapoartele pe anii trecuți, Consiliului Superior al Magistraturii fusese lăudat că își îndeplinește în continuare prioritățile, în raportul pe 2019 se remarcă "disensiuni și controverse în cadrul CSM". Prin modificările legilor justiției, un număr restrâns de membri ai CSM pot lua decizii cu privire la aspecte esențiale iar CSM nu a avut o poziție unitară în ceea ce privește recomandările Comisiei Europene, ale Comisiei de la Veneția și ale GRECO. De asemenea, se specifică că actualul președinte al CSM (Lia Savonea) și o parte din membrii CSM apără legile modificate ale justiței, "stârnind uneori îngrijorare că [CSM] ar putea fi supus influențelor politice".
Bilanțul realizărilor Direcției Naționale Anticorupție (DNA) și Înaltei Curți de Casație și Justiție (ICCJ) sunt pozitive, însă presiunea continuă asupra acestor instituții și legile modificate ale justiției îngrijorează Comisia cu privire la capacitatea acestora de a-și îndeplini în continuare misiunea și arată că există un "impact negativ asupra ireversibilității luptei împotriva corupției". Raportul arată că modificările legilor în materie de integritate a slăbit capacitatea Agenției Naționale de Integritate (ANI) de a-și continua activitatea.
Raportul constată și progresele realizate în îndeplinirea anumitor obiective, însă și faptul că în îndeplinirea altor obiective nu s-au făcut progrese, ba chiar "situația s-a deteriorat și mai mult, iar o abordare pozitivă mai recentă nu a dat încă rezultate, nefiind adoptate măsuri concrete pentru remedierea situației".